# Panicum turgidum
Panicum turgidum là một loài thực vật có hoa trong họ Hòa thảo. Loài này được Forssk. mô tả khoa học đầu tiên năm 1775.